# Circondario di Cotrone
Il circondario di Cotrone era uno dei quattro circondari in cui era suddivisa la provincia di Catanzaro, esistito dal 1861 al 1927.

## Storia
Con l'Unità d'Italia (1861) la suddivisione in province e circondari stabilita dal Decreto Rattazzi fu estesa all'intera Penisola.
Il circondario di Cotrone fu abolito, come tutti i circondari italiani, nel 1927, nell'ambito della riorganizzazione della struttura statale voluta dal regime fascista. Tutti i comuni che lo componevano rimasero in provincia di Catanzaro.

## Geografia antropica

### Suddivisioni amministrative
Nel 1863, la composizione del circondario era la seguente:
- mandamento I di Cirò
  - Cirò, Crucoli, Melissa;
- mandamento II di Cotrone
  - Cotrone, Cutro, Isola di Capo Rizzuto;
- mandamento III di Petilia Policastro
  - Mesuraca, Petrona, Petilia Policastro;
- mandamento IV di Santa Severina
  - Cotronei, Rocca Bernarda, San Mauro Marchesato, Santa Severina, Scandale
- mandamento V di Savelli
  - Caccuri, Casino, Cerenzia, Pallagorio, Savelli, Umbriatico, Verzino
- mandamento VI di Strongoli
  - Belvedere di Spinello, Casabona, Rocca di Neto, San Nicola dell'Alto, Strongoli.